# Culinária de Yucatán
A culinária de Yucatán (México), que teve uma origem maia, teve importações da Europa, principalmente de Espanha, durante a colonização, mas também das Caraíbas. 
Para além dos ingredientes locais, que incluem vários tipos de malaguetas, como o “chile dulce”, o “xcat” e o “habanero”, considerado um dos mais picantes, as sementes de abóbora e a laranja amarga, os iucatecos usam muito o porco, trazido pelos espanhois, como na cochinita pibil, um dos pratos mais conhecidos desta região. 
Outros pratos típicos incluem:
- Papadzules (tortillas recheadas com ovo cozido, molho de sementes de abóbora, e cobertas com molho de tomate e chile habanero)
- Panuchos (tortillas de milho fritas e cobertas com feijão preto, carne desfiada de peru ou galinha, alface, “cebolla morada” e molho “xnipec”)
- Sopa de lima (caldo de peru ou de galinha com sumo de lima, vegetais e tostadas)
- Chilmole (peru com molho negro)
- Poc-chuc (carne de porco magra marinada, assada e servida com cebola assada, feijão e laranja amarga)
- Pescado tikinxic (peixe marinado com achiote, envolvido em folhas de bananeira e assado, servido com molho de tomate e chile habanero)